# México (Baja California)
México es una localidad mexicana, ubicada en el Municipio de Mexicali, Baja California.
En ocasiones se le denomina Ejido México.
Se localiza entre los 114°58'40" W y los 32°30'53" N, en el Valle de Mexicali, cerca de la frontera México-Estados Unidos. Tiene una altitud de 24 m s. n. m.
De acuerdo con cifras de INEGI, en 2010 registró una población de 623 habitantes.